# Bangha Béla
Bangha Béla József Nepomuki János (Nyitra, 1880. november 16. – Budapest, 1940. április 29.) jezsuita szerzetes, hithirdető, teológus, szerkesztő, író, Magyarország „sajtóapostola”.

## Jelentősége
A katolikus sajtó megszervezése és terjesztése, Magyarország és főként Budapest rekatolizációja, a Mária kongregáció nemzetközi irányítása fűződik többek között a nevéhez. Mint szónok, író, szerkesztő és sajtóaktivista egyaránt nagy nevet szerzett magának, mind itthon, mind külföldön. Hithirdetőként bejárta Olaszországot, Németországot és a Balkánt, de számos előadást tartott Hollandiában, Észak- és Dél-Amerikában is.
Ő alapította meg a Központi Sajtóvállalatot, a Magyar Kultúra folyóiratot, szerkesztette a Mária Kongregáció hazai, illetve nemzetközi lapját, a Katolikus lexikon főszerkesztője, az Actio Catholica alelnöke, a budapesti Eucharisztikus világkongresszus főszervezője, de számos más nemzetközi kongresszus szervezője és irányítója, és több mint 80 könyv szerzője vagy társszerzője.
Álnevei, betűjegyei: b. b. (Magyar Kultúra), Kálvintéri (Alkotmány 1911-1916), Peregrinus, Szerafini Blanka.
Összegyűjtött műveit a Szent István Társulat 30 kötetben adta ki 1942 és 1943-ban.

## Élete és tevékenysége

### Származása
Nemesi származású családban született. Apja Bangha István Véneken született és szintén papnak készült, de egészségi állapota miatt otthagyta a bécsi Pázmáneumot, jogot végzett és az összes jogtudományok doktora lett. Győrött és Győr megyében volt szolgabíró, járásbíró és törvényszéki bíró. 1876-ban került Nyitrára, ahol három gyermeke után meghalt első felesége is, enesei Dorner Jerta. Ekkor megnősült újra, és a második feleségétől, Marc Irmától született Bangha Béla 1880. november 16-án.

### Korai évei
Tehetsége korán megmutatkozott. Ötéves korára már tudott írni-olvasni, és az elemi iskolába is beíratták. 15 éves korára elvégezte a kalocsai jezsuita gimnázium hatodik osztályát, majd – igen korán – hetedikes növendékként 1895. augusztus 15-én belépett a jezsuita rendbe. Nagyszombati, pozsonyi és innsbrucki tanulmányok után 1909. október 26-án szentelték pappá.

### Sajtóapostol és hithirdető
A tehetséges ifjút rendi elöljárói eredetileg egyetemi tanárnak szánták, de 1910-ben a budapesti rendházba került, és átvette a Mária Kongregáció folyóirat szerkesztését. 1910 októberében nagy sikerű hitvédelmi előadásokat kezdett tartani a pesti Jézus Szíve templomban. 1912-ben megalapította a Magyar Kultúrát, az első magyar nyelvű jezsuita kulturális folyóiratot. A katolikus sajtó megújítására és terjesztésére megszervezte a Katolikus Hölgyek Országos Sajtóegyesületét. A budapesti nagyplébániák és a peremkerületek lelkipásztori ellátására létrehozta a Kisegítő Kápolna Egyesületet. A rendben szokásos harmadik próbaévet 1913 őszén Canterburyben kezdte meg, ahonnan az első világháború kitörésekor az USA követségének segítségével tért haza.
1915. február 2-án tette le ünnepélyes örökfogadalmát. 1917-ben – kiváló munkatársai, Baranyay Lajos és Buttykay Antal segítségével – létrehozta a Központi Sajtóvállalatot (KSV), a katolikus lapkiadás részvénytársaságát. 25 koronás részvényeket bocsátottak ki, és megvették az Új Nemzedék és a Déli Hírlap című lapokat, valamint olyan nívós lapokat adtak ki, mint a Nemzeti Újság és a Képes Krónika. A Tanácsköztársaság idején a vállalat pénzét lefoglalták, központi irodáját (IV. Haris-köz) felszámolták, Bangha Béla pedig külföldre menekült. Pozsonyban készítette el a restauráció tervét, és hazatérése után újjászervezte a KSV-t. Munkásságát főleg a Mária kongregációkra alapozta, őt tartották a Mária-tisztelet értelmi vezérének. Sajtószerzetet akart alapítani, de terve nem sikerült.
A KSV fenntartására 1922-ben New Yorktól, Hollandián át, Mezőkövesdig kb. 100 városban tartott előadást. 1923. június 13-án a rendi generális egy nemzetközi titkárság megszervezésére Rómába rendelte, ahol megalapította a magyar kolóniát, és a Collegium Germanicum et Hungaricum kápolnájában megszervezte a magyar miséket. Egy latin nyelvű folyóirattal az egész világ Mária kongregációit irányította. Tervezte egy sajtóegyesület felállítását is. Fontosnak tartotta a szentbeszédek rádiós közvetítését. Mint hithirdető bejárta Olaszországot, Németországot és a Balkánt. Nemzetközi kongresszusokat szervezett és irányított. 1925-ben hazatért, átvette a Magyar Kultúra és a Mária Kongregáció szerkesztését. 1928. július 26-ától 1935-ig a budapesti rendház főnöke lett. Egyik kezdeményezője és tevékeny résztvevője volt a Katolikus Akció (Actio Catholica) megszervezésének, és emellett tevékeny részt vállalt a nagy vallási és társadalmi mozgalmakban. 1931 és 1933 között szerkesztette és kiadta 4 kötetben a Katolikus lexikont. 1933-ban Nyisztor Zoltánnal missziós körútra indult az Argentínában, Uruguayban és Brazíliában élő magyarok közé, de útját betegsége miatt félbe kellett szakítania.

### Élete vége
1935-től egészsége erősen meggyengült, de szívós szervezete és akaratereje nem engedte, hogy a betegség legyűrje. A lehető legnagyobb lendülettel munkálkodott tovább, és ekkor születtek meg a legjelentősebb munkái, mint az Ijjas Antallal közösen írt 8 kötetes A keresztény Egyház története, a Világhódító kereszténység vagy a Keresztény unió. 1938-ban ő volt a budapesti Eucharisztikus világkongresszus főszervezője, kiadványainak fogalmazója és fordítója, himnuszának (Győzelemről énekeljen, Hozsanna 280/B) szerzője.
1936-tól élete végéig heves sajtócsörtéket folytat a nyilas lapokkal, melyekben pogány nézetekkel és faji antiszemitizmussal vádolja a nyilas újságokat. Halálakor a hungarista Pesti Újság „nyílt ellenfélnek" titulálja őt.
1940. április 29-én Budapesten, a Herzog-klinikán gyógyíthatatlan leukémiában hunyt el. Csaknem az egész ország gyászolta, a Szent István-bazilikából búcsúztatták, ahol Glattfelder Gyula püspök mondta a gyászbeszédet. A Kerepesi temető jezsuita sírboltjába temették el.

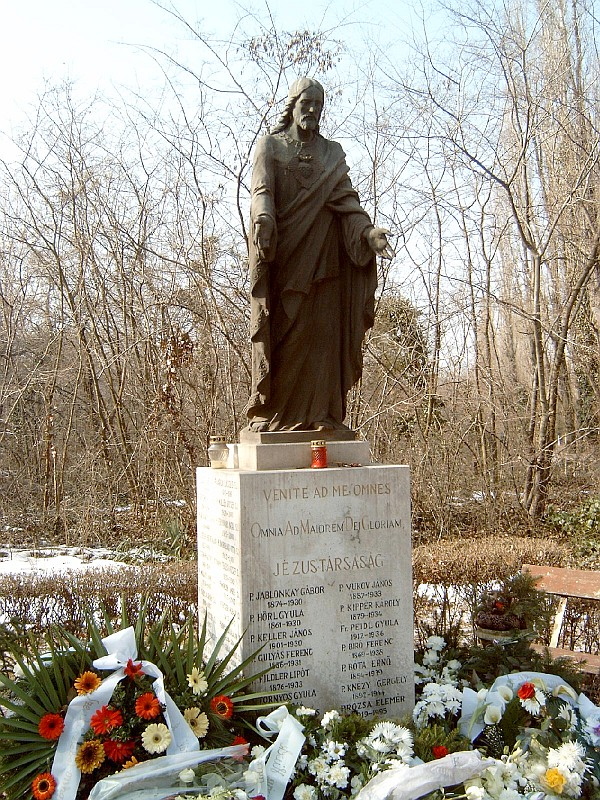
Sírja a Fiumei úti sírkertben a Jezsuita rend sírboltjában (55-1-53)

## Művei

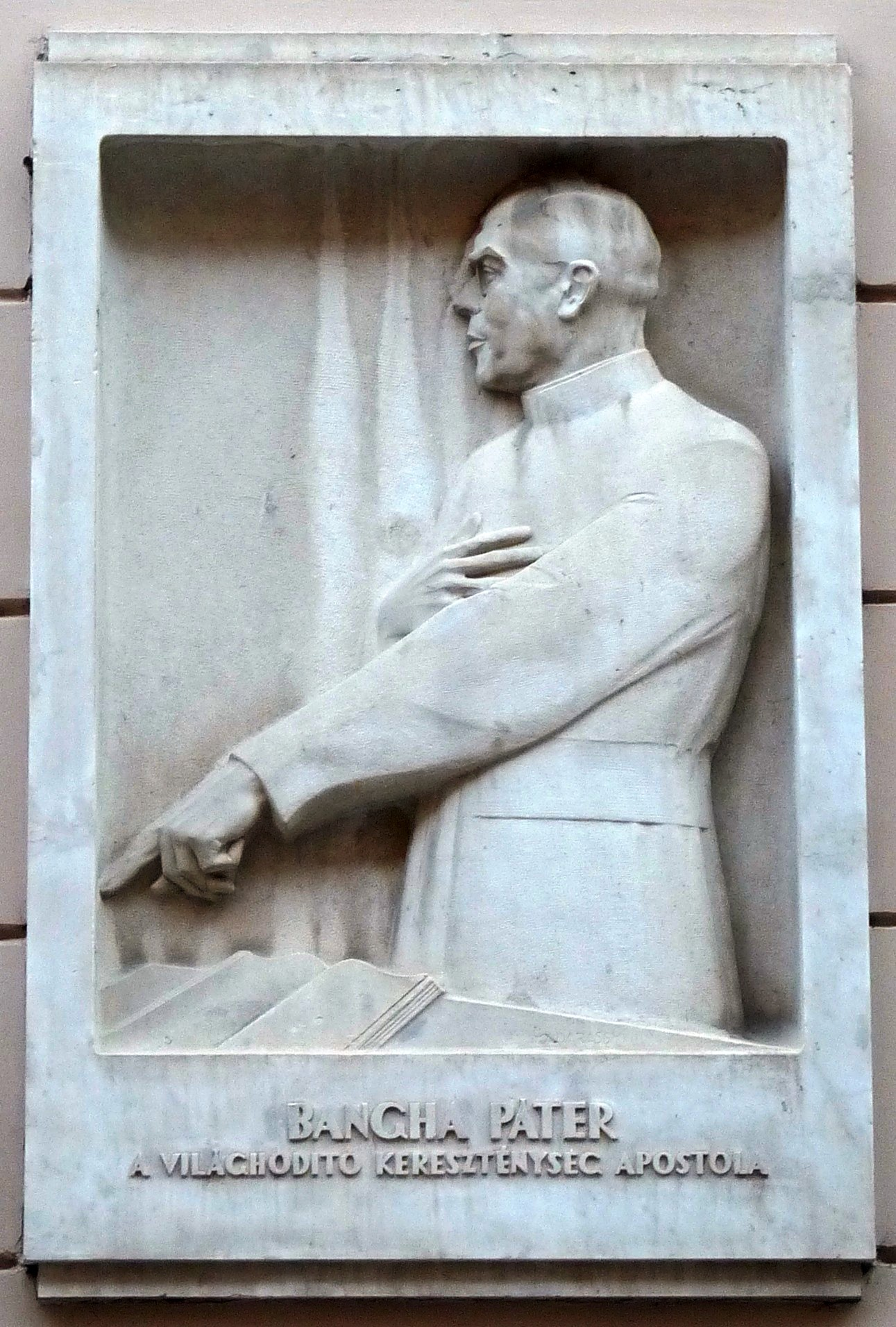
Emléktáblája Budapest VIII. kerületében

- A legszebb virág és ápolása. Pozsony, 1905
- Modern vallásfogalmak. Budapest, 1905
- Rejtett kincsesbánya. Pozsony, 1905
- Jellemrajzok a katolikus egyház életéből. Kalocsa, 1909 (2. kiadás: Budapest, 1914)
- Jézus istenségének bizonyítékai. Budapest, 1910
- Krisztus és a modern társadalom. Budapest, 1910
- Mi a kongregáció. Budapest, 1911
- A kereszténység és a zsidók. Budapest, 1912
- A XX. század Krisztus problémája. Budapest, 1912
- Sajtóröpiratok. 1-3. köt. Budapest, 1912-14
- Örök remények. Budapest, 1913
- Hitéleti szervezkedésünk és a Mária-kongregáció. Budapest, 1915
- Az ész tanúsága Isten mellett. Budapest, 1916
- Krisztus és az Egyház. Budapest, 1916
- Mekkora kincs a mi katolikus hitünk. Budapest, 1916
- A magyar katolikus sajtó kérdése. Budapest, 1917
- Kereszténység vagy vörös szocializmus. Budapest, 1919 (Kálvintéri álnéven)
- Imakönyv a művelt katholikus közönség számára; Athenaeum, Bp., 1920
- Lola naplója és egyéb elbeszélések. Budapest, 1920 (Szerafini Blanka álnéven)
- Szent István és a keresztény Magyarország. Budapest, 1920
- Magyarország újjáépítése és a kereszténység. Budapest, 1920,
- Elmélkedések a katolikus hit alapigazságairól. Budapest, 1921
- Nagy kérdések útján. Budapest, 1921
- Amerikai missziós körúton. Budapest, 1922
- Világrend és Isten. Budapest, 1922
- Házasság és gyermekáldás a keresztény morál szempontjából. Budapest, 1923
- A katolicizmus fellegvárai. Budapest, 1923
- Pázmány szelleme és a katolikus irodalom. Budapest, 1923
- Istenhit és istentagadás. Budapest, 1923
- Jézus istenségének bizonyítékai. Budapest, 1923
- A katolikus Egyház krisztusi eredete. Budapest, 1923
- Római levelek. Budapest, 1924
- Konferencia beszédek. Nagyvárad, 1924
- Catechismus parvus congregationis Marianae. Róma, 1924
- Little catechism of the sodality of our Lady. Róma, 1925
- De modo sodales ad apostolatum inducendi. Róma, 1925
- Der zeitgemässe Laienapostolat und die Marianische Kongregationen. München, 1925
- Handbuch für die Leiter Marianischer Kongregationen. München, 1925
- Római úti kalauz. Budapest, 1925
- Handbuch des zeitgemässen Apostolats. Freiburg, 1926
- A mózesi teremtéstörténet hat napja. Budapest, 1927
- Gondolkodás-e a szabad gondolkodás? Budapest, 1927
- A felekezeti előítéletek forrásai. Budapest, 1927
- A jezsuita rend ellenségei. Budapest, 1928
- Lelkigyakorlatos konferencia a pécsi egyetemen 1928. Pécs, 1928
- Válasz az Országos Református Lelkészegyesület gyűlésén elhangzottakra. Kecskemét, 1928
- Ó, ha én hinni tudnék! Budapest, 1928
- A gyermek és a házasság. Budapest, 1929
- Mária. Budapest, 1929
- Magyarok Nagyasszonya. Budapest, 1929
- Az oltár titkai. Budapest, 1930
- A másik. Elbeszélés. Budapest, 1931 (Szerafini Blanka álnéven)
- Katolikus lexikon. 1-4 köt. Szerk. Budapest, 1931-33
- Requiem. Budapest, 1932
- Katolicizmus és zsidóság. Iványi Jánossal és Pataki Arnolddal. Budapest, 1933
- A mi erőnk: a mi sajtónk! Budapest, 1933
- Örök élet igéi. Budapest, 1934
- Beszédvázlatok a családvédelmi triduumra. Többekkel. Budapest, 1934
- Dél keresztje alatt. Budapest, 1934
- Római útikalauz a magyar közönség számára. Artner Edgárral. Budapest, 1934
- Klärung in d. Judenfrage. Wien-Leipzig, 1934
- Hitvédelem. Bangha Béla és Strommer Viktorin előadásai alapján jegyezte Gergely István. Budapest, 1935
- Róma lelke. Budapest, 1936
- Magyar jezsuiták Pombal börtöneiben. Budapest, 1937
- Az ősegyház. Budapest, 1937
- Életünk élete. Budapest, 1937
- A keresztény Egyház története. 1-8. köt. Ijjas Antallal. Budapest, 1937-41 1. Archiválva 2018. november 26-i dátummal a Wayback Machine-ben, 2. Archiválva 2018. november 26-i dátummal a Wayback Machine-ben, 3. Archiválva 2018. november 26-i dátummal a Wayback Machine-ben, 4. Archiválva 2018. november 26-i dátummal a Wayback Machine-ben, 5. Archiválva 2018. november 26-i dátummal a Wayback Machine-ben, 6. Archiválva 2018. november 26-i dátummal a Wayback Machine-ben, 7. Archiválva 2018. november 26-i dátummal a Wayback Machine-ben, 8. kötet Archiválva 2018. november 26-i dátummal a Wayback Machine-ben
- [https://www.unitas.hu/digitalis_dokumentum/eucharisztia Az Eucharistia], . Többekkel. Budapest, 1938
- Allocutiones eucharisticae. Budapest, 1938
- Napkelet és napnyugat. Összeáll. Budapest, 1938
- Béke veletek. Szentbeszédek. Budapest, 1939
- Csődöt mondott-e a kereszténység? Budapest, 1939
- Világnézeti válaszok. Budapest, 1940
- Az Egyház krisztusi gondolata. Budapest, 1940
- Világhódító kereszténység. Budapest, 1940
- Képek a Jézustársaság életéből. Budapest, 1940
- A 400 éves Jézustársaság. Összeáll. Budapest, 1940
- Elbeszélések és színművek. Budapest, 1942
- Hit és világnézet. 1-2. köt. Budapest, 1942
- Jellemrajzok a katolikus egyház életéből. Budapest, 1942
- Jézus istenségének bizonyítékai. Budapest, 1942
- A katolikus Egyház krisztusi eredete. Budapest, 1942
- Harc a keresztény Magyarországért. Budapest, 1943
- A katolikus építés. Budapest, 1943
- A katolikus sajtó szolgálatában, 1-2. Budapest, 1943
- Keresztény unió. Budapest, 1943
- Az oltár fényében; szerk. Jánossy Gábor; átdolg. kiad.; Stella Maris Alapítvány, Bp., 2013
- Kafarnaum; szerk. Jánossy Gábor; Stella Maris Alapítvány, Bp., 2019 (Az Eucharisztikus Világkongresszusra készülve)
- Magyarország újjáépítése és a kereszténység; jegyz., utószó Raffay Andrea; Kárpátia Stúdió, Köröstárkány–Kápolnásnyék–Bp., 2019

### Bangha Béla összegyűjtött munkái(1942–1943)
Bangha Béla összegyűjtött munkái, 1-30.; sajtó alá rend. Bíró Bertalan; Szt. István Társulat, Bp., 1942–1943
- 1. Nagy kérdések útján. Istenhit és istentagadás; 1942
- 2. Jézus istenségének bizonyítékai. Fejezetek az ősegyház történetéből; 1942
- 3. A katolikus egyház krisztusi eredete / Katolicizmus és zsidóság; 1942
- 4. Jellemrajzok a katolikus egyház életéből; 1942
- 7. Guadelupe / Lola naplója; 1942
- 8. Elbeszélések és színművek; 1942
- 11. Világnézeti válaszok; 1942
- 12. Örök kőszál; 1942
- 13. Az oltár fényében; 1942
- 14. Utak és élmények I. – Róma lelke; 1942
- 15. Utak és élmények II. – Amerika; 1942
- 16. Az Úr katonái; 1943
- 17. Képek a Jézustársaság történetéből; 1943
- 21. Örök élet igéi IV.; 1943
- 22. Eszmék és elmélkedések; 1943
- 27. Harc a keresztény Magyarországért; 1943
- 28. Magyarország újjáépítése és a kereszténység; 1943
- 29. Keresztény unió, 1943
- 30. A világhódító kereszténység; 1943

### További irodalom
- Alszeghy Zsolt 1940: A szónok Bangha. Magyar Kultúra I.
- Baranyay Jusztin 1940: Bangha Béla S J. Magyar Kultúra I.
- Bangha Béla a nagy sajtó apostol. Szerk. Molnár Gyula. Budapest, 1940
- Nyisztor Zoltán: Bangha Béla élete és műve. Budapest, 1941
- Bangha Béla évkönyv. Szerk. Hamar Zoltán. Budapest, 1941
- Szolnoki Erzsébet: A Páter. Győr, 1998
- Molnár Antal–Szabó Ferenc: Bangha Béla SJ emlékezete; JTMR, Bp., 2010
- Klestenitz Tibor: Pajzs és kard. Bangha Béla élete és eszmeisége; Századvég, Bp., 2020